# Фріпорт Тауншип (округ Грін, Пенсільванія)
Фріпорт Тауншип (англ. Freeport Township) — селище (англ. township) в США, в окрузі Грін штату Пенсільванія. Населення — 269 осіб (2020).

## Демографія
Згідно з переписом 2010 року, у селищі мешкало 310 осіб у 119 домогосподарствах у складі 85 родин. Було 146 помешкань
Расовий склад населення:
| - 96,8 % — білих - 1,3 % — осіб інших рас |

До двох чи більше рас належало 1,9 %. Частка іспаномовних становила 0,3 % від усіх жителів.
За віковим діапазоном населення розподілялося таким чином: 26,1 % — особи молодші 18 років, 58,4 % — особи у віці 18—64 років, 15,5 % — особи у віці 65 років та старші. Медіана віку мешканця становила 40,8 року. На 100 осіб жіночої статі у селищі припадало 95,0 чоловіків;  на 100 жінок у віці від 18 років та старших — 89,3 чоловіків також старших 18 років.
Середній дохід на одне домашнє господарство  становив 62 453 долари США (медіана — 48 750), а середній дохід на одну сім'ю — 77 010 доларів (медіана — 60 000). Медіана доходів становила 41 250 доларів для чоловіків та 39 375 доларів для жінок. За межею бідності перебувало 15,1 % осіб, у тому числі 18,4 % дітей у віці до 18 років та 5,3 % осіб у віці 65 років та старших.
Цивільне працевлаштоване населення становило 126 осіб. Основні галузі зайнятості: будівництво — 19,0 %, освіта, охорона здоров'я та соціальна допомога — 16,7 %, сільське господарство, лісництво, риболовля — 13,5 %.